# Erhard Heinke

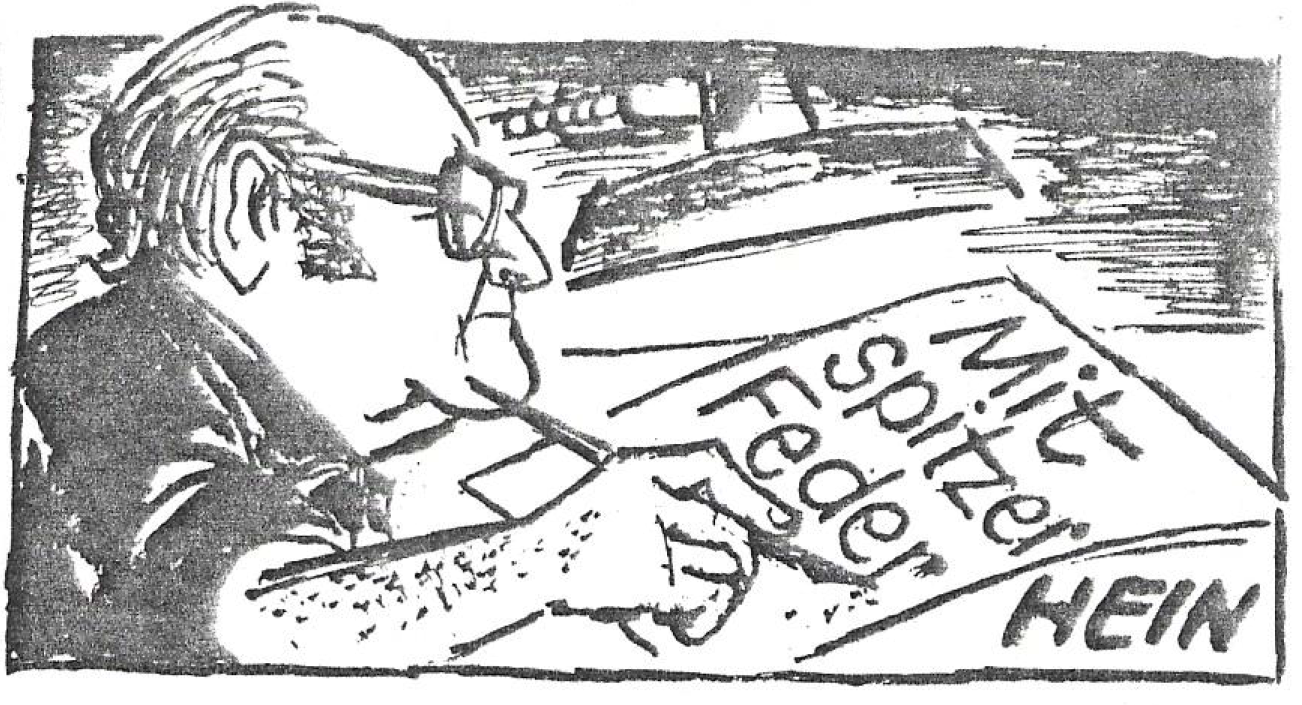
Erhard Heinke, Selbstporträt (Karikatur), erschienen in Deutsche Volkszeitung, 15. Juli 1988

Erhard Heinke (* 18. Juli 1908 in Burgstädt; † 5. Dezember 1995 in Düsseldorf) war ein deutscher Maler und Grafiker, der im realistischen Stil arbeitete, und Karikaturist. Seine wichtigsten Wirkungsstätten waren Hamburg beziehungsweise Harburg und Düsseldorf.

## Leben
Nach dem Tod des Vaters Emil Reinhold Heinke siedelte die Familie 1918 nach Harburg um, wo Erhard Heinke nach Besuch der Volksschule eine vierjährige Lithographenlehre absolvierte. Ermöglicht durch ein Stipendium der Stadt Harburg studierte er von 1927 bis 1931 an der Landeskunstschule Hamburg Schrift, Malen und Zeichnen bei Hugo Meier-Thur, Julius Wohlers und Willy Habl.
Nach einer Studienreise von Mai 1931 bis Oktober 1932 zusammen mit seinem Kommilitonen Felix Walner durch den Balkan, Kleinasien (Izmir) und Griechenland (Thessaloniki, Chalkidiki, Athos) arbeitete er bis Ende 1940 als selbständiger Werbegraphiker in Harburg, wo er den antifaschistischen Widerstand unterstützte.
Ende 1940 wurde Heinke zur Wehrmacht eingezogen und war ab Anfang 1941 Zeichner in einem Armee-Korps in Ostpreußen. Von Mai 1945 bis Ende 1949 war er in sowjetischer Kriegsgefangenschaft, von wo aus er nach Harburg zurückkehrte.
1950 bis zum KPD-Verbot 1956 war Erhard Heinke für die „Sichtagitation“ der KPD zuständig. 1950 heiratete er die dort als Sekretärin arbeitende Brunhilde Huspenina. Ihre Töchter Erika und Susanne kamen 1951 und 1959 zur Welt.
Von 1956 bis 1973 wirkte Heinke als freiberuflicher und später angestellter Werbegrafiker für die Nahrungsmittelfabrik Zamek in Düsseldorf, wo die Familie seit 1950 lebte. Unter dem Namen „HEIN“ veröffentlichte er von 1956 bis 1982 politische Karikaturen in der in Düsseldorf erscheinenden „Deutsche Volkszeitung - Wochenzeitung für Demokratie und Frieden“.
Bis Ende der 1980er Jahre war Erhard Heinke künstlerisch aktiv. Er verstarb am 5. Dezember 1995.

## Werk
Seit seinen Hamburg-Harburger Anfängen gehörte Erhard Heinke der antifaschistischen Künstlerszene an. Von Ende 1933 bis 1935 lebte er in der Künstlersiedlung St. Anscharplatz. Wegen der grafischen Gestaltung eines KPD-Flugblatts zum Reichstagsbrand wurde er Ende Februar 1933 kurzfristig verhaftet. Er war befreundet mit den ebenfalls antifaschistisch eingestellten Künstlern Robert (Bob) Homeyer (* 1908 in Harburg; † 1942 im KZ Dachau) und Adolf Wriggers. Heinke stellte sein Atelier Am Graskeller, wo er bis 1940 als freiberuflicher Grafiker arbeitete, in Abwesenheit der Widerstandsgruppe Bästlein-Jacob-Abshagen-Gruppe für Treffen mit dem Verbindungsmann der Berliner Schulze-Boysen-Harnack Gruppe, Wilhelm Guddorf, zur Verfügung. Aus dieser Zeit blieben nach der Ausbombung des Ateliers am Graskeller nur wenige Arbeiten erhalten, die bei der Mutter gelagert waren, darunter einige Selbstbildnisse.
Erhard Heinke war partei- (KPD und DKP) und gewerkschaftspolitisch (Berufsverband Bildender Künstler, Gewerkschaft Kunst) organisiert. Er stand zu seiner „Parteilichkeit“: „In meiner künstlerischen Arbeit bemühe ich mich, die Wünsche und Empfindungen der arbeitenden Menschen sowie ihr Wollen zu Veränderung darzustellen“, formuliert Heinke anlässlich seines 80. Geburtstags. Um diese Zielgruppe zu adressieren, bevorzugte er einen realistischen Stil. Er bezeichnete sich selbst als „demokratischen Realisten“.
Nicht nur als Maler, sondern auch als Karikaturist griff Erhard Heinke gesellschaftlich relevante Konfliktthemen künstlerisch auf – die Wiederbewaffnung der Bundesrepublik in den 1950er Jahren, Berufsverbote, Umweltverschmutzung, Arbeitsmigration, Arbeitslosigkeit, Streiks, die großen Friedensdemonstrationen der 1980er Jahre.
Vor seinem Tod im Jahr 1995 übergab er ein Großteil seines Oeuvres an das Stadtmuseum Düsseldorf, dessen damaliger Direktor Wieland König das Werk des Künstlers als Chronisten gesellschaftlicher Auseinandersetzungen seiner Stadt sehr schätzte: „[…] die Qualitäten der Arbeiten Heinkes […] liegen in der Direktheit, der Unverfälschtheit, der Ehrlichkeit der Bildaussage. Man kann sich nicht mit Elogen für Farb- und Formenspiel vor dem Bildinhalt retten: Es geht um Recht oder Unrecht, um Arbeit oder Arbeitslosigkeit, um Würde des Menschen und seinen Kampf um sie.“

## Veröffentlichungen (Auswahl)
- Kloster auf dem Athos (Linolschnitt, 1932)
- Mutter (Öl, 1932)
- Kind (Rötelzeichnung, 1951)
- Mutter mit Kind (Tusche, 1959)
- Karikaturenmappe 25 Jahre Grundgesetz (herausgegeben von der Deutschen Volkszeitung 1974)
- Straßenszene (Acryl, 1977)
- Der Betriebsratsvorsitzende (Acryl, 1978)
- Die Welt, in der wir leben (Acryl, 1978)
- Tanzende griechische Arbeiter (Siebdruck, 1979)
- Arbeitsamt Düsseldorf Heinrichstraße (Acryl, 1982)
- Katholikentag Düsseldorf (Acryl, 1982)
- Erhaltet das Leben (Acryl, 1989)

## Ausstellungen
Einzelausstellungen
- 1932 Saloniki: Bilder vom Athos.
- 1978 Düsseldorf Villa Engelhardt: Stationen Erhard Heinke
- 1983 Stadtmuseum Düsseldorf: Erhard Heinke zum 75. Geburtstag.
- 1991 Düsseldorf-Benrath Orangerie: Erhard Heinke Gemälde, Aquarelle, Grafiken.

Gruppenausstellungen
- 1951 Berlin: Künstler schaffen für den Frieden (Kat.).
- 1953 Dresden: III. Deutsche Kunstausstellung (Kat.).
- 1972 Gabrowa/Bulgarien: III. International Biennal of Cartoons.
- 1976 Berlin Karl-Marx-Stadt: Künstler aus der BRD stellen aus.
- 1977 Düsseldorf Kunsthalle: Nachbarschaft. 1977 Moskau: Satira '77.
- 1977 Sprockhövel IG-Metall-Bildungsstätte: Arbeiter in der Kunst.
- 1985 Düsseldorf Kunstpalast Ehrenhof: Jahresausstellung Düsseldorfer Künstler.

## Archivalien
- Archivalien: Hamburg: AVK: Akte CWK mit div. ZASn, frdl. Mitt. von E.H., Reden zum 70. und 75. Geburtstag.